# Veneția

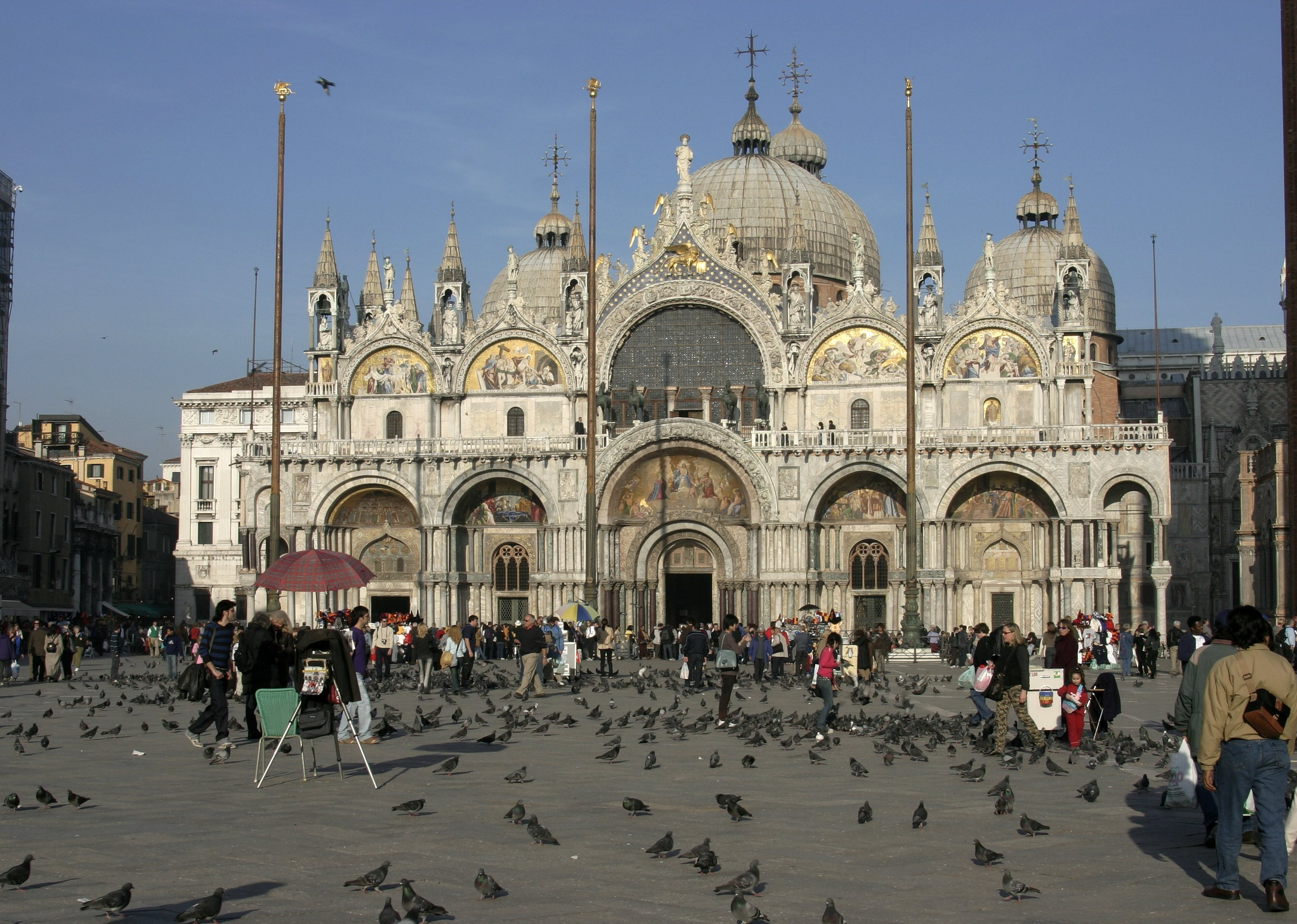
Piața și Bazilica San Marco

Veneția (în italiană Venezia [veˈnɛʦːi̯a], în venețiană Venèxia sau Venèzsia [veˈnɛzi̯a] sau [veˈnɛzja]) este principalul oraș al regiunii Veneto și al Italiei nord-orientale. Veneția este capitala provinciei cu același nume și număra 249.643 locuitori (31 iulie 2023). 
Întregul oraș (și întreaga lagună) au fost declarate în 1979 patrimoniu al umanității de către UNESCO.

## Istoria
Republica Veneția, cea mai mare putere navală a Europei timp de 800 de ani, a fost și este cunoscută și sub următoarele nume: "Republica Sfântului Marcu" (La Repubblica di San Marco), "Republica Leului" (La Repubblica del Leone), "Prealuminata" (Serenissima) etc. Așezată la granița culturală cu Imperiul Bizantin, Veneția și-a dezvoltat un puternic spirit de independență care a dus la formarea unui oraș stat. Conducătorul politic era dogele (din latinescul dux), teoretic ales pe viață, dar în practică, în special în primele secole de existență a comunității, adesea constrâns să renunțe la propriul mandat ca urmare a unor rezultate nesatisfăcătoare ale propriului guvern.
Nu există date verificabile asupra originii orașului, însă legenda acreditează ziua de 25 martie a anului 421 drept moment al întemeierii sale. Se pare că Veneția s-a născut ca urmare a fluxului de refugiați care au abandonat câmpia padană sub amenințarea mai multor invazii longobarde și hune din nordul Italiei în decursul secolului al V-lea și de la începutul secolului al VI-lea. La început, locuitorii și-au ridicat așezămintele pe mlaștinile instabile ale lagunei și au trăit din comerțul cu sare și din pescuit. O exploatare agricolă a ținutului nu a fost posibilă, dar acest neajuns era compensat de o poziție care permitea ușor apărarea localității, deoarece puține corăbii ale acelui timp puteau străbate marea de mică adâncime din jurul Veneției. Situația geografică i-a predestinat pe venețieni încă de pe atunci de a fi navigatori. De pe vremea ostrogoților există mărturia istoricului roman Cassiodor despre această îndeletnicire a lor. Odată cu sosirea patriarhului Paulinus din Aquileia în Grado, în anul 568, se pun bazele unei organizări locale. În 697 se înființează oficiul de doge, probabil de către reprezentantul curții imperiale bizantine din Ravenna. Populația de pescari din Torcello, Malamocco și Olivolo va reuși, printr-o revoltă din 726, să impună alegeri libere ale dogilor. Reședința originară a dogilor se afla în Malamocco, pe Lido. După cucerirea Ravennei de către longobarzi localitatea devine de fapt independentă, deși de jure s-a mai aflat timp de secole sub stăpânire bizantină. Cu excepția unei scurte perioade în care Malamocco a fost ocupat de Pepin cel Cocoșat, în 810, Veneția și-a putut păstra independența față de Sfântul Imperiu Roman. În anul 811 dogele Angelo Partecipazio își mută reședința din Malamocco pe Rivus Altus, numit ulterior Rialto. Bazele ascensiunii economice a orașului se pun de către comerțul naval și chiar și de către pirateria practicate de venețieni în această perioadă. Numele „Venezia” apare pentru prima oară în secolul al X-lea în documente. Cele mai importante obiecte ale comerțului erau pe atunci articolele de lux din orient și sclavii aduși din Dalmația. Prestigiul localității a crescut foarte mult odată cu aducerea moaștelor evanghelistului Marcu din Alexandria, în anul 828. Evanghelistul, episcop al Aquileei și patriarh al Alexandriei, era venerat de către copți drept fondatorul bisericii lor. Cucerirea musulmană a Egiptului a servit neguțătorilor Rustico da Torcello și Bon da Malamocco drept pretext pentru răpirea osemintelor sfântului. Conform legendei, relicvele au fost înmânate dogelui Giustiniano Partecipazio (827-29), sub al cărui patronat s-a clădit prima biserică, de lemn, închinată evanghelistului. Acest lăcaș a fost distrus într-un incendiu din 976, odată cu palatul dogal. În urma acestor distrugeri se pune piatra de temelie a unei biserici de piatră în plan centrat, a cărei criptă s-a păstrat azi sub bazilica actuală. Prin relicve puterea dogilor a fost consolidată din punct de vedere teologic; "prezența" primului episcop din Aquileia în oraș a permis emanciparea față de autoritatea patriarhiei din Grado, subordonată de franci Aquileei, și de episcopul de pe insula Olivolo. Acest episcop nu și-a părăsit reședința din Olivolo nici în perioada în care a purtat titlul de patriarh al Veneției, între 1451 și 1807. În secolul al VIII-lea se pun bazele șantierelor navale din lagună. Astfel, Veneția ajunge treptat o importantă putere maritimă, concurând cu alte orașe-republică precum Amalfi, Pisa sau Genova pentru a controla comerțul dintre franci, bizantini și orient. Din anul 992 datează prima reprezentanță comercială a Veneției la Constantinopol, din 1082 primele privilegii comerciale acordate republicii de către împăratul Alexios I Comnen. Prin cucerirea Dalmației (998-1001) Veneția devine o supraputere a mării Adriatice. Victoria asupra piraților dalmați va fi comemorată la Veneția începând cu sărbătoarea înălțării din 1177 drept o "nuntă a dogelui cu marea" (Sposalizio del Mar).
În apogeul puterii sale, orașul controla astfel mare parte din coasta Mării Adriatice, multe insule din Marea Ionică și Marea Egee, era principala putere militară în Mediterana orientală și se număra printre principalele forțe comerciale din Orientul apropiat. Punctul culminant al stăpânirii venețiene a fost atins în urma Cruciadei a patra, în vremea dogelui Enrico Dandolo, atunci când, ca o consecință a cuceririi Constantinopolului de către cruciați, în 1204 a fost întemeiat Imperiul latin de Constantinopol, un stat dominat din punct de vedere comercial de Republica Veneția, iar aceasta din urmă a intrat în posesia mai multor insule din Marea Egee (precum Negroponte - astăzi Eubea, Naxos, Chios etc., ulterior și Creta, insulele ioniene Corfu, Cefalonia și Zante precum și orașele Modon și Coron din Peloponez. În Tracia Veneția a stăpânit mai multe orașe, printre care și Adrianopole, și chiar din Constantinopol ea a deținut trei optimi, inclusiv catedrala Sf. Sofia. Această dominanță a fost posibilă datorită faptului că venețienii asiguraseră transportul maritim al majorității cruciaților.
Odată ajunsă o mare putere maritimă, Veneția a intrat într-un lung conflict cu Genova, între anii 1256 și 1381. Conflictul s-a desfășurat în trei războaie pe Marea Egee (1256-1355) și într-o înfruntare decisivă pe teritoriul italian și în apele teritoriale ale celor două republici (1378-1381). Învingătoare din această ultimă confruntare iese Veneția.
Începând cu primii ani ai secolului al XV-lea, teritoriul republicii s-a extins și în Italia de nord, prin supunerea orașelor învecinate (Padova, Vicenza, Verona etc.) și a regiunii friulane. Astfel, în a doua parte a secolului respectiv, dominația venețiană se întindea până la fluviul Adda, incluzând noi orașe, precum Bergamo și Brescia.
În secolul al XVIII-lea, Veneția era printre orașele cele mai rafinate din Europa, cu o mare influență în domeniul artelor, arhitecturii și al literaturii acelei perioade. Teritoriul Republicii Veneto cuprindea Veneto, Istria, Dalmația, Cattaro (azi, Kotor) și o parte din Lombardia și din Emilia-Romagna. Dar după 1070 de ani de independență, în 12 mai 1797 orașul este cucerit de Napoleon Bonaparte. Dogele Ludovico Manin este constrâns de Napoleon să abdice și este dizolvat Consiliul Republicii pentru a proclama "Guvernul Provizoriu al Municipalității Veneția". Pe 16 mai 1797 trupele franceze au ocupat orașul.
În 17 octombrie 1797 "Municipalitatea Veneția" încetează să mai existe, fiind cedată Austriei. Veneto, Istria, Dalmația și Cattaro au format "Provincia veneta a Imperiului Austriac. Austriecii au intrat în oraș pe 18 ianuarie 1798. Din 1866, Veneția a intrat în componența Regatului Italiei.

Canal Grande

Piața San Marco

## Orașul
Azi orașul Veneția este împărțit în șase părți, numite sestiere: Dorsoduro, Santa Croce, San Polo, San Marco, Cannaregio și Castello, cuprinzând 118 insule și 354 poduri. 
Piața San Marco poate fi considerată "centrul centrului" orașului, una dintre cele mai frumoase din lume. Aici se găsește Bazilica San Marco, Palatul Ducal (Palazzo Ducale) și campanila bazilicii. Un alt simbol al orașului este Podul Rialto pe care se găsesc magazine.
Alte importante monumente venețiene sunt: Arsenalul (Arsenale di Venezia), Bazilica Santa Maria della Salute și Bazilica Santa Maria Gloriosa dei Frari.
Orașul a fost clădit pe fundamente formate din milioane de piloni din lemn de esență tare (stejar, larice) incastrați în stratele de roci de sub oraș.

### Biserici
Veneția este bogată în biserici (124) de la stilul romanic (biserica San Zaccaria) până la baroc.
Simbolul Veneției ca oraș și pe vremuri ca republică este Bazilica Sfântul Marcu (Basilica di San Marco), care a avut ridicat inițial în stil bizantin altarul pentru moaștele Sfântului Marcu Evanghelistul, cât și biserica Palatului Ducal. În anii 976 până în 1094 a fost o biserică după modelul de la Constantinopol. Mai devreme s-a ridicat bazilica pe Torcello, Santa Maria Assunta. Din secolul al VII-lea este biserica San Giacomo di Rialto (Chiesa di San Giacomo di Rialto), care trece drept cea mai veche biserică din centrul Veneției, deși și aici, ca la majoritatea bisericilor, au fost aduse mari modificări arhitecturale. La biserica San Giovanni Battista Decollato (Chiesa di San Zan Degolà) se menține încă materialul original pe o porțiune mai mare, precum și la biserica San Giacomo dall'Orio (Chiesa di San Giacomo dall'Orio), care predominant provine din secolul al 14-lea.
San Polo, construită în secolul al IX-lea, a fost reconstruită în secolele XIV și XV, în stil gotic. Portalul gotic din partea de sud este parțial atribuit lui Bartolomeo Bon (înainte de 1410-1464 / 67), cel care a ridicat palatul Ca 'd'Oro. Biserica a fost, în 1804 în mare parte reconstruită.
În secolul al XIII-lea au apărut la Veneția, odată cu ordinele mendicante (dominicanii și franciscanii) camere de rugăciune și în final clădiri impunătoare, cum ar fi Santa Maria Gloriosa dei Frari (Basilica di Santa Maria Gloriosa dei Frari) și Bazilica Sfinții Ioan și Paul (Zanipolo) (Basilica dei Santi Giovanni e Paolo), care cu 101 m lungime și 35 m înălțime este cea mai înaltă biserică din Veneția și a fost locul preferat de mormânt al ducilor. O altă biserică gotică este Madonna dell'Orto (Chiesa della Madonna dell'Orto) (terminată după 1377, fațada din secolul al XV-lea). Forme de tranziție la Renaștere sunt deja la biserica Sfântul Zaharia (Chiesa di San Zaccaria).
Prima clădire sacrală renascentistă în Veneția, care a fost executată în principal de Bartolomeo Buon din 1460, este biserica San Michele in Isola (Chiesa di San Michele in Isola) (1468-1479) construită de Mauro Codussi. Fațada bisericii Sfântul Zaharia (Chiesa di San Zaccaria) a fost finalizată de asemenea sub Mauro Codussi 1483-1504. De asemenea, de Mauro Codussi este construită biserica Santa Maria Formosa (Chiesa di Santa Maria Formosa), care este probabil una dintre cele mai renumite biserici renascentiste din Veneția, unde este prezentată o fațadă în stil renascentist și una în stil baroc.
Arhitecți remarcabili precum Jacopo Sansovino, care a proiectat biserica San Zulian (Chiesa di San Zulian), San Martino și interiorul bisericii San Francesco della Vigna (Chiesa di San Francesco della Vigna), Andrea Palladio a construit în stil renascentist clasic San Giorgio Maggiore (Basilica di San Giorgio Maggiore), Il Redentore (Chiesa del Santissimo Redentore) și fațada bisericii San Francesco della Vigna (Chiesa di San Francesco della Vigna). Stilul lui Andrea Palladio se distinge la San Trovaso, fațadă a bisericii San Stae, biserică ridicată în secolul al XVII-lea, concepută la 1709 de către elvețianul Domenico Rossi și a continuat până în secolul al XIX-lea.
În semn de recunoștință pentru sfârșitul ciumei a fost construită din 1631 până în 1686 Santa Maria della Salute (Basilica di Santa Maria della Salute), cea mai importantă biserica în stil baroc din Veneția, proiectată de Baldassare Longhena. Unele fatade bisericești din acest secolul au rămas neterminate, precum Santi Apostoli (Chiesa dei Santi Apostoli), San Marcuola (Chiesa di San Marcuola), San Lorenzo sau San Pantalon.
Alte grupuri religioase, cum ar fi grecii ortodocși au avut voie în secolul al VI-lea să construiască biserici în mediul urban. Astfel, a apărut în 1498 Scuola di San Nicolò dei Greci, care a construit biserica din 1548 Biserica Sf. Gheorghe al Grecilor (Chiesa di San Giorgio dei Greci). Protestanților le-a fost permis să construiască o biserică.
Chiesa degli Scalzi (Chiesa di Santa Maria di Nazareth) este o operă în stil baroc a arhitectului Baldassare Longhena. Biserica a fost grav avariată de bombardamentele austriece din 1915, pierzându-și atunci valoroasele frescele de tavan, pictate de Tiepolo.
În anii 1706-1714 a fost proiectată de Scamozzi biserica San Nicola da Tolentino. În 1760 a fost construită în stil neoclasic biserica La Maddalena (Chiesa della Maddalena). În exterior construită circular, cu un interior hexagonal.
Printre bisericile în care predomină clasicismul napoleonian este evidențiată San Maurizio.

### Palate și alte edificii civile

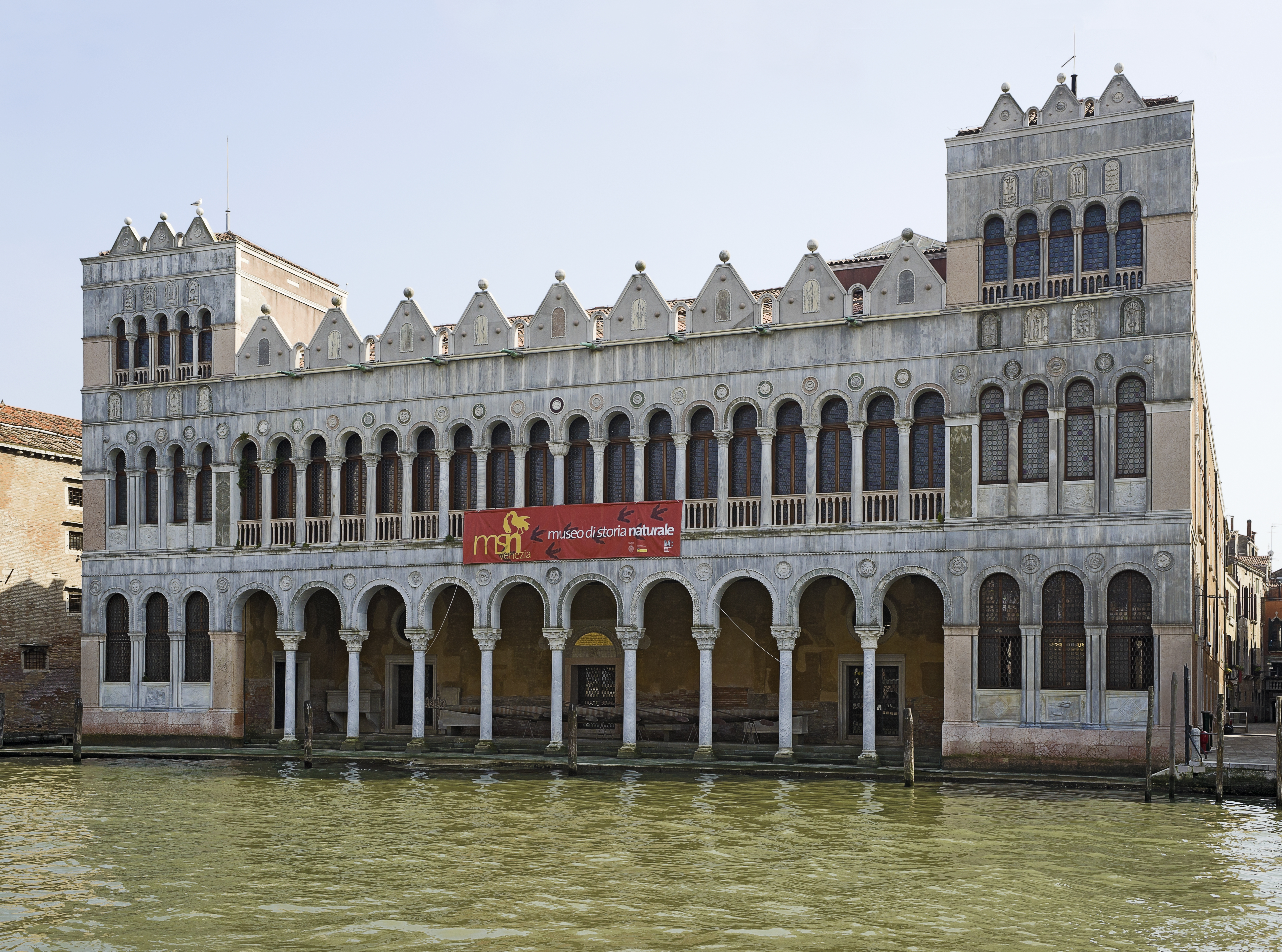
Fondaco dei Turchi.

În Veneția, un palat este în general denumit Casa (abreviat Ca′). Au existat doar două palate din oraș care au fost desemnate ca atare: Palatul Dogilor (Palazzo Ducale) și reședința Patriarhilor Venetiei.
Din așa-numitele palatele bizantine mai există doar câteva și acestea au fost în mare parte în secolul al XIX-lea modificate. Un aspect bun din secolul al XIII-lea îl dă palatul Fondaco dei Turchi, edificiu ridicat probabil în secolul al XIII-lea, este cel mai vechi palat venețian. El a servit ulterior drept reședință a negustorilor turci. Clădirea este o mărturie importantă a stilului veneto-bizantin, în pofida unor falsificări datorate renovărilor secolului al XIX-lea. Tipică pentru o casă comercială din evul mediu timpuriu este structurarea pe două etaje; parterul, la nivelul apei, folosea stocării mărfurilor, etajul era locuit. Colțurile clădirii sunt evidențiate prin turnuri scunde („torreselli”). Fațada este structurată în întregime de arcaturi și este bogată în ornamente precum basoreliefuri, tondi sculptați și creneluri. În evul mediu palatul era renumit pentru luxul său; astfel, el a servit împăratului bizantin Ioan al VIII-lea Paleologul drept reședință, în anul 1438. Din 1621 până în 1838 palatul a fost închiriat de către reprezentanții comerciali osmani. Astăzi palatul adăpostește colecțiile Muzeului de Istorie Naturală. Unul din cele mai vechi palate este Ca' da Mosto, care își are originea în secolul al XIII-lea. Detaliile decorative la palatele Loredan și Farsetti, acum primăria și administrația locală, provin în mare parte din secolul al XIX-lea. 
În decursul goticului, planul camerei în formă de T a fost abandonat în favoarea unei ușoare forme în L. Cea mai mare clădire gotică este Ca' Foscari.
Case semnificative ale secolului al XVI-lea sunt: Palatul Vendramin-Calergi (Ca' Vendramin Calergi) și Palatul Corner Spinelli (Palazzo Corner Spinelli). Primul este celebru palat renascentist, ridicat între anii 1481-1509 de către Mauro Codussi și frații Lombardo. Azi acest palat este sediul cazinoului orașului. Palatul este locul morții, în 1883, a compozitorului Richard Wagner. În anul 1995 a fost deschis muzeul Wagner Richard.Mauro Codussis. În ceea ce privește secular, așa ai putea, destul de spre deosebire de clădirea sacră, Andrea Palladio în Veneția nu câștige un punct de sprijin.
Jacopo Sansovino proiectează Ca 'Corner, un palat al familiei Cornarope situat pe Canal Grande, o construcție epocală renascentistă, cu o curte pătrată după modelul roman. 
Un alt arhitect important al "Il cinquecento", a fost Sebastiano Serlio.
Până în secolul al XVIII-lea, se păstrează tipul tradițional de palat. Ultimele clădiri mari sunt Ca’ Pesaro, Ca' Rezzonico și Palazzo Grassi, care devin muzee. Pe lângă Palazzo Grassi, în stil baroc a lui Baldassare Longhena, există, de asemenea, clădiri în stil neoclasicism proiectate de arhitecții Antonio Diedo și Andrea Tirali.

### Canale și poduri

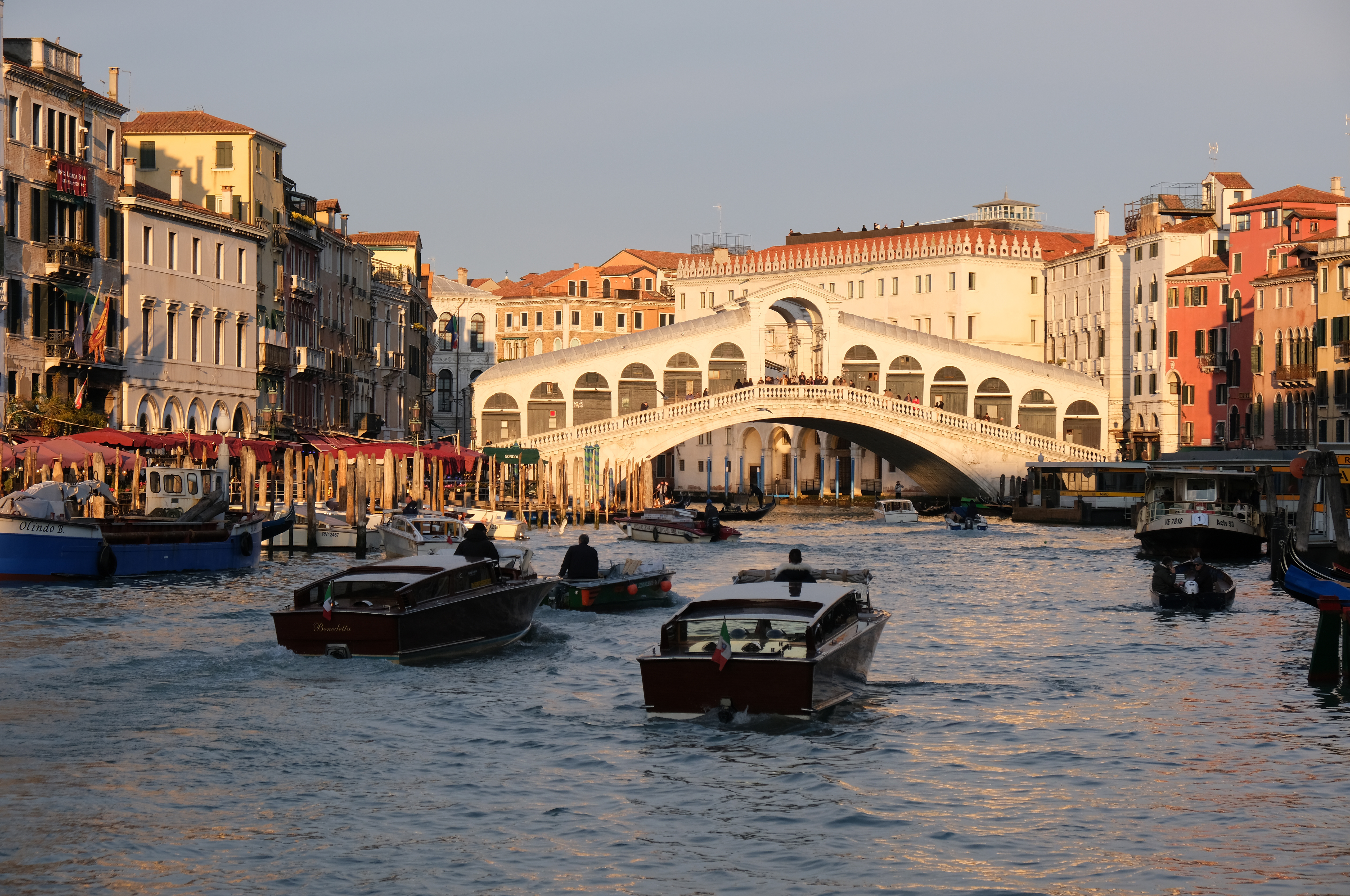
Ponte di Rialto

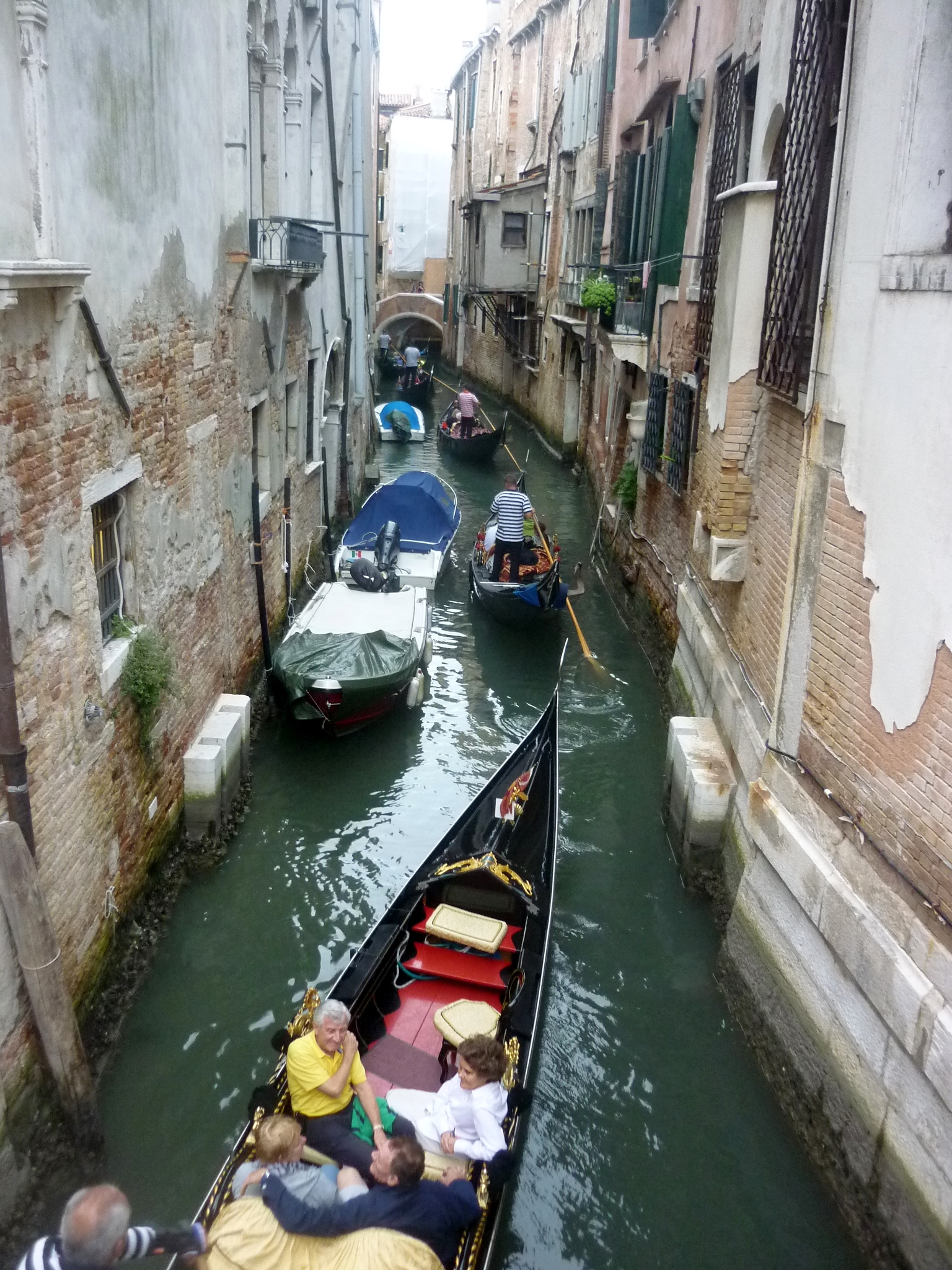
Gondele printre canale

Veneția are aproximativ 175 de canale, cu o lungime totală de aproximativ 38 km. Canalele principale ale orașului sunt: Marele Canal (Canal Grande) și Canalul Giudecca (Canale della Giudecca). Primul traversează orașul formând un „S”, al doilea separă centrul vechi de insula Giudecca. Diferență de maree se cifra înainte la 60 cm. Canalele au fost inițial proiectate pentru aproximativ 1,85 m adâncime. De la sfârșitul secolului al XVIII-lea până în anii 1990, ele nu au mai fost curățate. În plus, încă din secolul al XVIII-lea multe canale au fost completate sau închise, cum poate citit în multe cazuri prin „rio terà”. Printr-un sistem de reglare a apei a fost garantat o permanentă circulație, care curăță orașul și apa.
În oraș există 398 de poduri. Până în anul 1480 au fost în mare parte din lemn, mai târziu au fost înlocuite cu poduri de piatra. Între timp, doar două sunt fără balustrade, unul dintre ele este Podul Diavolului (Ponte del Diavolo) pe insula Torcello, celălalt duce spre o casă privată în Cannaregio (3750). Multe poduri au fost construite foarte plat, pentru a le face accesibile pentru cai și căruțe. Podul Rialto a fost până la mijlocul secolului al XIX-lea, singurul pod peste Canal Grande. Între timp, s-au mai adăugat alte trei poduri, și anume Ponte degli Scalzi în apropierea stației de tren, care în 1932 a înlocuit un pod din fier din 1856 și Ponte dell’Accademia, care a fost construit între anii 1854 și 1933. Un al patrulea pod, Ponte della Constituzione este cel mai nou și probabil cel mai controversat pod al Veneției. O operă a arhitectului Santiago Calatrava, acest pod destinat circulației pietonale dintre Piazzale Roma și gara Santa Lucia are 94 m lungime și a fost inaugurat pe 11 septembrie 2008.
Una dintre cele mai renumite poduri, Puntea Suspinelor (Ponte dei Sospiri), lega fosta închisoare de stat cu Palatul Ducal. Podul paielor (Ponte della Paglia), care traversează Rio di Palazzo până la Palatul Dogilor. Alte poduri sunt numite după canalul pe care îl traversează, un palat din apropiere sau o biserică, de multe ori după un sfânt.
În fiecare an la 21 noiembrie este special construit un pod de pontoane peste Canal Grande, care leagă Biserica Santa Maria del Giglio și Bazilica Santa Maria della Salute. Pe acest pod are loc o procesiune în semn mulțumire pentru scăparea orașului de ciuma din 1630/1631.
Podul de cale ferată, care a fost construit 1841-1846, leagă Veneția de continent. Acesta este Podul Libertății (Ponte della Libertà), care a primit numele pentru a onora eliberarea de sub dictatura fascistă. Are 3623 m lungime și 222 de arcade din piatră.

## Împrejurimile Veneției

Burano

Alte puncte demne de reținut sunt insulele Murano, Burano, Torcello, Lido di Venezia și Pellestrina.
Murano este poate cea mai faimoasă insulă din Lagună, cu o tradiție importantă în prelucrarea artizanală a sticlei.
Burano atrage repede atenția prin casele viu colorate, fiind faimoasă și pentru broderiile sale.
Torcello, considerată cea mai mică dintre insulele lagunare, are un trecut nobil, chiar dacă astăzi are câteva zeci de locuitori.
Lido di Venezia este o fâșie de pământ care se întinde în mare. Este un obiectiv accesibil cu automobilul, îndrăgit de către turiștii interesați de plajă.
Pellestrina delimitează, împreună cu Lido, peninsula Chioggia și peninsula Jesolo, de lagună.
Orașul lagunar Veneția are fracțiuni pe litoral: Mestre și Marghera.

## Demografie
Venezia - evoluția demografică

|  | Graficele sunt indisponibile din cauza unor probleme tehnice. Mai multe informații se găsesc la Phabricator și la wiki-ul MediaWiki. |

Date: Recensăminte sau birourile de statistică - grafică realizată de Wikipedia

## Personalități venețiene
- Marco Polo (1254 - 1324), comerciant, explorator;
- Tițian (cca. 1490 - 1576), pictor;
- Tomaso Albinoni (1671 - 1751), compozitor;
- Domenico Alberti (~1710 - ~ 1740), compozitor;
- Giacomo Casanova (1725 - 1798), aventurier amoros;
- Pietro Aretino
- Jacopo de'Barbari
- Gentile Bellini
- Giovanni Bellini
- Giovanni Antonio Canale, numit Canaletto
- Vittore Carpaccio
- Veronica Franco
- Andrea Gabrieli
- Giovanni Gabrieli
- Giorgione
- Mario Girotti
- Carlo Goldoni
- Donna Leon
- Pietro Longhi
- Lorenzo Lotto
- Claudio Monteverdi
- Luigi Nono
- Jacopo Sansovino
- Giovanni Battista Tiepolo
- Giovanni Domenico Tiepolo
- Jacopo Tintoretto
- Paolo Veneziano
- Paolo Veronese
- Antonio Vivaldi
- Papa Pius al X-lea (Giuseppe Sarto, patriarh al Veneției)
- Papa Ioan al XXIII-lea (Angelo Giuseppe Roncalli, patriarh al Veneției)
- Papa Ioan Paul I	(Albino Luciani, patriarh al Veneției);
- Francesco Griselini (1717 - 1787), savant care a locuit și în Banat.
- Paolo Costa (n. 1943), om politic.

## Veneția în operele literare
- Giacomo Casanova: Povestea vieții mele
- Gabriele d’Annunzio: Focul
- Mihai Eminescu: Veneția
- Johann Wolfgang von Goethe: Epigrame venețiene
- Ernest Hemingway: Across the River and into the Trees (Dincolo de râu și între copaci)
- Henry James: Manuscrisele lui Jeffrey Aspern
- Donna Leon: serie de romane polițiste avându-l pe comisarul Brunetti drept protagonist
- Thomas Mann: Moarte la Veneția
- Friedrich von Schiller: Der Geisterseher (Vizionarul)
- William Shakespeare: Neguțătorul din Veneția
- Arthur Schnitzler: Întoarcerea acasă a lui Casanova

## Orașe înfrățite
- Esfahan, Iran
- Islamabad, Pakistan
- Palembang, Indonezia
- Suzhou, China
- Bangkok, Thailanda
- Tallinn, Estonia
- Pereira, Columbia
- Istanbul, Turcia
- Sarajevo, Bosnia și Herțegovina
- Erevan, Armenia
- Aveiro, Portugalia
- Nürnberg, Germania
- Qingdao, China
- Sankt Petersburg, Rusia
- Thessaloniki, Grecia
- Fort Lauderdale, SUA
- Wolverhampton, Regatul Unit
- Dubrovnik, Croația
- Most, Cehia